# Pazeravec Bidwillův

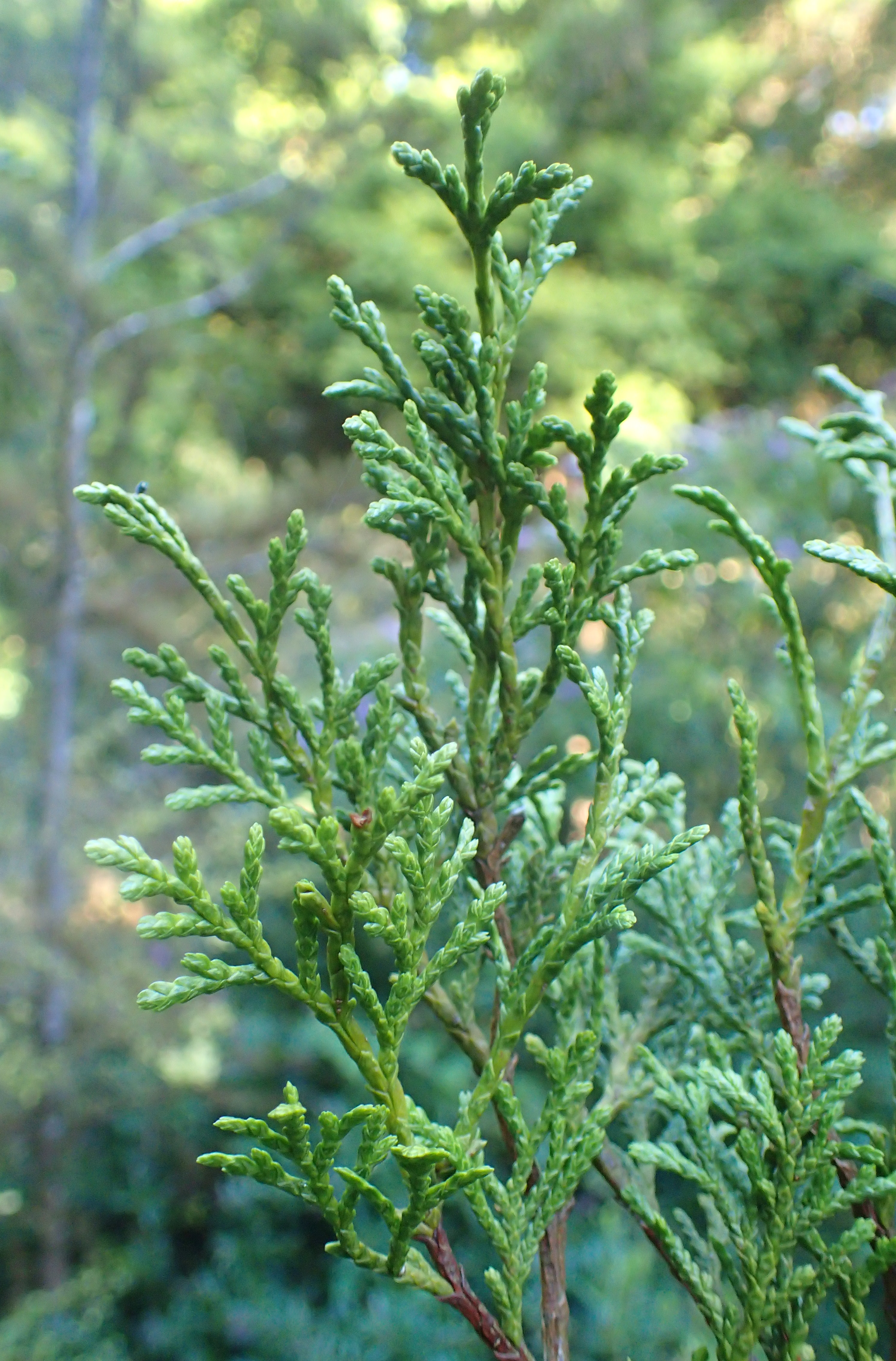
Mladý jedinec

Pazeravec Bidwillův (Libocedrus bidwillii) je stálezelený jehličnatý strom, jeden z pěti druhů malého rodu pazeravec. Vyskytuje se výhradně na Novém Zélandu, někdy společně s velmi podobným druhem Libocedrus plumosa, oba jsou zařazené mezi endemity tamní flory.

## Rozšíření
Roste na ostrovech Nového Zélandu ve vlhkých lesích v nadmořských výškách od 250 m v průsmyku „Haast Pass“ po 1850 m v národním parku „Nelson Lakes“. Vyskytuje se sice na obou hlavních ostrovech, preferuje však chladnější a vlhčí jižní. Na Severním ostrově roste až od 36° 50' jižní zeměpisné šířky jižním směrem, nejvíce se objevuje na úbočích spícího stratovulkánu Mount Taranaki a aktivního vulkánu Ruapehu. Na Jižním ostrově je mnohem hojnější, roste od severního cípu až po jižní, nejvíce je k vidění ve vlhčí západní části, kde se vyskytuje i na rašelinných půdách. Druh byl pojmenován bidwillii po John Carne Bidwillovi, prvním řediteli botanické zahrady v australské Sydney.

## Ekologie
Je to dlouhověký, statný strom, věk nejstaršího známého byl stanoven na 720 let, nejmohutnější jedinec je vysoký okolo 20 m a výčetní tloušťku kmene má 125 cm. Vyskytuje se často po okrajích horských smíšených lesů, často tvoří horní hranici lesa, který výše přechází do křovin nebo mokřadů. Uvnitř v lesích roste jen roztroušeně, jako příměs mezi ostatními druhy. Špatně se mu daří na suchém stanovišti, preferuje mlžná místa s častým deštěm a propustnou, hlubokou půdu bohatou na humus, která však může být kyselá, neutrální i zásaditá, roste v polostínu i na plném slunci. Léto bývá v těchto horských oblastech krátké a chladné, strom dobře snáší mrazivé teploty klesající až k -12 °C, které se na jeho vysokohorských stanovištích Jižního ostrova někdy krátkodobě vyskytují. V nejvyšší výšce nebo na trvale zamokřené půdě je někdy při růstu redukován nevhodnými přírodními podmínkami do tvaru keře a vytváří husté křovinaté porosty. Počet chromozomů je 2n = 22.
Stromy pazeravce Bidvillova přirůstají pomalu a jsou citlivé na lesní požáry. Staří, mohutní jedinci se v důsledku historického, plošného odlesňování nacházejí většinou jen na špatně přístupných místech, z lehce dostupných byly v minulosti stromy vykáceny. Jemu podobným druhem je na Novém Zélandu pouze Libocedrus plumosa, ten roste v nižších výškách a má delší větve, které nejsou čtyřhranné, i delší jehlice a šištice.

## Popis
Jehličnan s dlouhým kmenem a ve vyšším věku s charakteristickou kuželovitou, hustou korunou s téměř vodorovně rozkladitými větvemi. Kůra starého jedince je papírová a v podlouhlých tenkých pruzích odlupčivá, větvičky mladého jedince jsou zploštělé, kdežto u starého jsou čtyřhranné a nesou čtyři řady těsně se překrývajících listů jehlicovitého tvaru. Listy jsou šupinovité, zploštělé, křižmostojné, na mladších větvích listy zpočátku rostou ve spirále a jsou dlouhé až 10 mm, později jsou na horní straně dlouhé asi 1 mm a po stranách 3 mm, na starších větvích jsou všechny stejné, asi 2 mm dlouhé, trojúhlé, špičaté a těsně se překrývají. Svrchu jsou tmavě zelené až žlutozelené s bělavým stomatálním pásem, uvnitř mají po jednom pryskyřičném kanálku. Rozdrcené jehlice vydávají slabou pryskyřičnou vůni.
Samčí i samičí šištice rostou odděleně, ale obvykle na tomtéž stromě. Samčí vyrůstají jednotlivě na vrcholcích krátkých větévek, jsou kulovité až vejčité, asi 10 mm dlouhé a mají šest až dvanáct do kříže vyrůstajících šupin s váčky s pylem. Samičí jsou vejčité tvaru, asi 8 mm velké, rostou osamoceně a mají čtyři vzpřímené, dřevnaté šupiny, dvě větší z nich jsou plodné, na svrchní ploše mají po dvou vzpřímených vajíčkách s otvorem pro pyl nahoře. Po opylení je vajíčko chráněno podpůrnou šupinou.
K opylování větrem dochází nejčastěji v období od srpna do listopadu. Semena dozrávají od srpna do listopadu, asi za šest až osm měsíců po opylení. Jedna zralá šiška dává obvykle dvě, ojediněle čtyři hnědá, oválná, zploštělá semena, asi 7 mm dlouhá a 4 mm široká. Každé má dvě nestejně velká, protilehlá, blanitá, asi 1 mm křídélka. Semeno klíči dvěma děložními lístky, z nich přežívá pouze jediný. Mimo semen se může rostlina množit i dřevnatými řízky, nejvhodnější jsou vrcholové, z větvových většinou vyroste keř a nikoliv strom.

## Význam
Dřevo je měkké, červené, lehké, snadno se štípe i opracovává, má jemnou zrnitost, je rovně rostlé a dobře se dělí na tenké desky. Je trvanlivé při použití na šindele nebo jinou střešní krytinu, pro svou křehkost se však nehodí na nosné trámy a konstrukce. Není příliš ceněno a je doporučováno pouze pro výrobky na vnitřní použití, například ke zhotovování nábytků a obkladů. Vzhledem k právním předpisům, chránící původní lesy, se téměř nekácí a tudíž i málo zpracovává. V minulosti se těžilo hojně a používalo se také na železniční pražce a kůly pro oplocení pastvin. Dřevo je odolné vůči dřevokaznému hmyzu.
Bývá ojediněle vysazován i jako ozdobný strom, mimo Nový Zéland je ale nejčastěji sázen jen do arboret a velkých sbírkových zahrad. Středoevropské klima mu nesvědčí, v České republice neroste.

## Ohrožení
Pazeravec Bidwillův má populaci v současnosti stabilní, ale velmi roztříštěnou, je většinou rozdělená do izolovaných, od sebe hodně vzdálených oblastí. Dle UICN je řazen mezi téměř ohrožené druhy (NT). V současnosti jsou tyto dřeviny chráněné právními předpisy ochraňující původní lesní porosty.